# جورج دوبسون
جورج دوبسون (بالإنجليزية: George Dobson)‏ (24 أغسطس 1949 بتشيسوك في المملكة المتحدة - 12 سبتمبر 2007 في المملكة المتحدة) هو لاعب كرة قدم بريطاني في مركز جناح ‏. لعب مع نادي برينتفورد ونادي سلاو تاون ونادي غيلفورد سيتي.